# 포몰로지
포몰로지(Pomology, 라틴어 pomum, "과일", + -logy, "연구"에서 유래)는 과일과 그 재배를 연구하는 식물학의 한 분야이다. 과실학, 과실재배학, 과실재배법, 과실재배론, 과수원예학, 과수재배학 등 여러 용어로 번역된다. 포몰로지를 연구하고 실천하는 사람을 포몰로지스트(pomologist), 과수재배자, 과수재배학자라고한다. 프루트컬처(fruticulture, 과일 재배)라는 용어(라틴어로 fructus, "과일", +cultura, "care"에서 유래)는 과수원에서 과일을 재배하는 농업 관행을 설명하는 데에도 사용된다.
포몰로지 연구는 주로 과수의 발달, 증진, 재배 및 생리학적 연구에 중점을 두고 있다. 과수개량의 목표는 과수품질 향상, 생산기간 규제, 생산원가 절감 등이다.

## 같이 보기
- 화훼 재배
- 원예
- 포도 재배